# گرم‌خانی (سوادکوه)
گرم خانی (سوادکوه)، روستایی از توابع بخش مرکزی شهرستان سوادکوه در استان مازندران ایران است.

## جمعیت
این روستا در دهستان ولوپی قرار دارد و براساس سرشماری مرکز آمار ایران در سال ۱۳۸۵، جمعیت آن ۴۴ نفر (۱۰خانوار) بوده‌است.